# 경향하우징페어

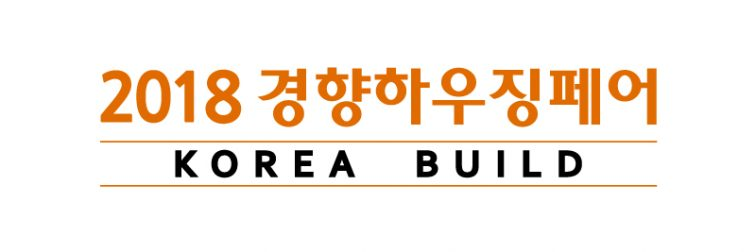
2018경향하우징페어 로고

경향하우징페어(京鄕―)는 1986년 시작된 대한민국 최초의 건축 전시회이다. 매년 2월 말 킨텍스에서 개최되며, 이후 부산, 대구, 제주, 광주를 순회하며 개최된다. 이상네트웍스가 주최하고 경향신문, 대한민국 국토교통부, 대한민국 산업통상자원부, 대한민국 환경부, 대한민국 조달청, 대한민국 중소기업청, 대한민국 산림청, 한국에너지공단, 대한무역투자진흥공사(KOTRA) 등이 후원한다. 글로벌 포럼, 세미나, 수출상담회 등의 다양한 행사들이 전시회 기간 중 함께 열린다. 산업통상자원부가 선정한 건축 관련으로는 유일한 국제인증전시회이며, 산업통상자원부 Global-Top 전시회로 선정되었다.

## 전시품목
경향하우징페어는 건축, 건설과 관련된 아래의 12가지의 세부적인 품목들을 취급한다 .
- 사물인터넷 및 홈 시큐리티: 사물인터넷, 홈&빌딩 오토메이션, 홈시큐리티
- 건축공구 및 관련기기: 전동공구, 수공구, 관련기기, 부품, 기계
- 급수 및 위생재: 욕실도기, 욕실가구, 액세서리, 수전금구, 배관 및 펌프, 유지관리
- 내외장재, 구조재 및 단열재: 내장재, 외장재, 구조재, 단열재, 마감재, 바닥재, 지붕재, 목재, 석재, 타일
- 냉난방 및 환기설비재: 냉난방기기 및 시스템, 환기설비, 신재생에너지
- 도장 및 방수재: 도료, 코팅재, 접착제, 방수재
- 조경 및 공공시설재: 조경시설물, 공공시설물, 놀이시설물, 실내조경, 정원용품
- 조경 및 전기설비재: 조명, 전기설비, 제어시스템
- 주택설계시공: 시공, 설계, 실내디자인
- 주택정보 및 소프트웨어: 전문정보매체, 설계프로그램, 건축 및 건설 관련 플랫폼 서비스, 어플리케이션
- 창호 및 하드웨어: 창, 문 , 유리재, 차양, 하드웨어
- 홈인테리어: 홈인테리어 및 데고, 벽난로

## 전시 규모

### 2017 경향하우징페어(킨텍스) 전시 규모
- 전시 면적: 53,541m2
- 참가기업 수: 800개사
- 부스 수: 3,000부스
- 참관객 수: 190,000명

### 2017 경향하우징페어 연간 전시 규모
- 전시 면적: 108,226m2
- 참가기업 수: 2040개사
- 부스 수: 5,808부스
- 참관객 수: 450,000명

## 2018년 경향하우징페어 일정 및 장소

### 수도권 행사
| 행사명                   | 행사 일정                                   | 행사 장소   |
| ------------------------ | ------------------------------------------- | ----------- |
| 2018 경향하우징페어      | 2018년 2월 22일 (목) ~ 2018년 2월 25일 (일) | 일산 킨텍스 |
| 2018 서울 경향하우징페어 | 2018년 7월 5일 (목) ~ 2018년 7월 8일 (일)   | 서울 코엑스 |

### 지방권 행사
| 행사명                   | 행사 일정                                   | 행사 장소          |
| ------------------------ | ------------------------------------------- | ------------------ |
| 2018 광주 경향하우징페어 | 2018년 3월 29일 (목) ~ 2018년 4월 1일 (일)  | 김대중컨벤션센터   |
| 2018 제주 경향하우징페어 | 2018년 4월 5일 (목) ~ 2018년 4월 8일 (일)   | 제주국제컨벤션센터 |
| 2018 대구 경향하우징페어 | 2018년 9월 6일 (목) ~ 2018년 9월 9일 (일)   | 대구 엑스코        |
| 2018 부산 경향하우징페어 | 2018년 9월 13일 (목) ~ 2018년 9월 16일 (일) | 부산 벡스코        |

## 연혁
| 1986 ~ 1989 | 1986 ~ 1989                                                                                            | 1986 ~ 1989                         |
| ----------- | --- | ----------------------------------- |
| 1986.4      | 경향하우징페어 개최(제1회)                                                                             | 여의도 한국기계공업진흥회 전시장    |
| 1990 ~ 1999 | |                                     |
| 1991.9      | 부산 경향하우징페어 개최(제1회)                                                                        | 수영만 요트장 특설전시장            |
| 1995.3      | 경향하우징페어 개최(제10회)                                                                            | 한국종합전시장(KOEX)                |
| 1991.9      | 부산 경향하우징페어 개최(제5회)                                                                        | 수영만 요트경기장 內 부산무역전시관 |
| 2000 ~ 2004 | |                                     |
| 2000.2      | 경향하우징페어 개최(제15회)                                                                            | COEX                                |
| 2000.9      | 부산 경향하우징페어 개최(제10회)                                                                       | 수영만 요트경기장 內 부산무역전시관 |
| 2002.2      | 경향하우징페어 개최(제17회)                                                                            | COEX + SETEC                        |
| 2002.10     | 부산 경향하우징페어 개최(제12회)                                                                       | BEXCO                               |
| 2005 ~ 2008 | |                                     |
| 2005.1      | 산업자원부 선정(건축 환경 부문) '대한민국 대표 8대 브랜드 전시회                                       | 2005 ~ 2008                         |
| 2005.2      | 경향하우징페어 개최(제20회)                                                                            | COEX + SETEC                        |
| 2005.9      | 부산 경향하우징페어 개최(제15회)                                                                       | BEXCO                               |
| 2006.2      | 경향하우징페어 개최(제21회)                                                                            | KINTEX                              |
| 2006.7      | 중국 'China International Building Decoration Fair' 파트너십 체결/한국관 참가                          | 2006 ~ 2012                         |
| 2006.10     | 일본 'Japan Home & Building Show' 파트너십 체결/한국관 참가                                            | 2006 ~ 현재                         |
| 2008.1      | (주)이상네트웍스로 합병                                                                                |                                     |
| 2009 - 2014 | |                                     |
| 2009.1      | 산업통상자원부 인증 '국제인증전시회'                                                                   | 2009 ~ 현재                         |
| 2009.1      | 산업통상자원부 선정 '유망전시회'                                                                       | 2009 ~ 2016                         |
| 2010.2      | 경향하우징페어 개최(제25회)                                                                            | COEX                                |
| 2010.9      | 부산 경향하우징페어 개최(제20회)                                                                       | BEXCO                               |
| 2011.2      | '친환경 주택건설 기술 및 新자재 개발 대상' 국토교통부 공동 추진                                        | 2011 ~ 2016                         |
| 2012.2      | Green Forum 2009.2010.2012 개최                                                                        |                                     |
| 2013.5      | 주한미군기지이전사업 국산화 건설자재 전시회                                                            | 2012 ~ 2013                         |
| 2013.6      | 말레이시아 'ARCHIDEX' 파트너십 체결/한국관 참가                                                        | 2013 ~                              |
| 2013.6      | 인도네시아 'INDOBUILDTECH' 파트너십 체결/한국관 참가                                                   | 2013 ~                              |
| 2013.9      | 대구 경향하우징페어 개최(제1회)                                                                        | EXCO                                |
| 2014.4      | 광주 경향하우징페어 개최(제1회)                                                                        | 김대중컨벤션센터                    |
| 2014.10     | 제주 경향하우징페어 개최(제1회)                                                                        | 제주국제컨벤션센터                  |
| 2015 ~ 2016 | |                                     |
| 2015.2      | 경향하우징페어 개최(제30회)                                                                            | KINTEX                              |
| 2015.2      | 대한민국 재건포럼 개최                                                                                 |                                     |
| 2015.5      | 터키 'YAPI FUARI' 파트너십 체결                                                                        |                                     |
| 2015.8      | (주)홈덱스(서울국제건축박람회) 인수                                                                    | 2009 ~ 현재                         |
| 2015.12     | 미얀마 'Myanmar International Building Material, Hardware & Tool Exhibition' 파트너십 체결/한국관 참가 |                                     |
| 2016.2      | 대한민국건축기계설비종합전시회 동시개최                                                                |                                     |
| 2016.2      | 해외바이어 초청 수출무역 상담회 개최                                                                   |                                     |
| 2016.8      | 서울 경향하우징페어 개최(제1회)                                                                        | COEX                                |
| 2016.8      | 'Home Depot' pin-point 수출상담회 개최                                                                 |                                     |
| 2017 ~      | |                                     |
| 2017.2      | 산업통상자원부 'Global-Top' 전시회 인정                                                                |                                     |
| 2017.2      | 대한민국건축기계설비종합전시회 동시개최                                                                |                                     |
| 2017.2      | 경향부동산페어 동시개최                                                                                |                                     |
| 2017.2      | 해외바이어 초청 수출무역 상담회 개최                                                                   |                                     |
| 2017.2      | 대한민국 내진포럼 개최                                                                                 |                                     |

## 같이 보기
- 경향신문
- 이상네트웍스
- 메쎄이상